# L'arte del calcio sovietico
L'arte del calcio sovietico (Futbol al país dels soviets) è un saggio sulla storia del calcio dell'autore spagnolo di lingua catalana Carles Viñas i Gràcia del 2019.
Il libro è stato tradotto in spagnolo, inglese e italiano.

## Contenuto
L'autore traccia una storia della nascita e dello sviluppo del calcio come sport in Russia alla fine del XIX secolo e nei primi decenni del XX. La sua introduzione viene ascritta a cittadini britannici che si trovavano nei territori dell'Impero Russo di passaggio (come nel caso dei marinai) o in pianta più o meno stabile (come per imprenditori, agenti di commercio e diplomatici).
Le autorità, dopo un'iniziale diffidenza, di fecero promotrici della diffusione del gioco, come nel caso di altri sport, ritenendo che la diffusione di una regolare attività fisica tra i giovani avrebbe giovato anche in caso di mobilitazione per una guerra, e avrebbe contribuito a contrastare la piaga dell'alcolismo.
Nel 1896 fu fondatp il primo club calcistico composto esclusivamente da russi e nel 1912 si disputò il primo campionato nazionale; nello stesso anno la nazionale partecipò alle Olimpiadi di Stoccolma, con un bilancio ritenuto non positivo.
La crescente popolarità del calcio fece sì che si fondassero anche squadre "clandestine", composte da lavoratori comuni: esse furono dapprima osteggiate, in quanto il calcio era ritenuto un gioco per gentlemen, poi vennero accettate e inquadrate nelle leghe ufficiali.
Tra i bolscevichi che andarono al potere dopo la Rivoluzione d'ottobre non mancavano i detrattori del calcio e degli sport "borghesi", ma la maggioranza vedeva il calcio con favore, per motivi analoghi a quelli già assunti dal regime zarista a suo tempo, con in più la promozione del senso di comunità e di solidarietà sociale. Lo sport era però visto come un'attività esclusivamente dilettantistica, principio che tuttavia che, in considerazione del prestigio dato dalle vittorie delle squadre espressione di industrie e istituzioni (oltre che della rappresentativa nazionale dell'URSS, che aiutò anche la visibilità del regime in un periodo in cui era isolato a livello internazionale) venne di fatto superato esonerando i giocatori dal lavoro e dando loro retribuzioni più generose di quelle dei loro pari grado.
Negli anni Venti il calcio era ormai divenuto un fenomeno di massa nelle grandi città dell'Unione Sovietica; il suo apice viene collocato dall'autore nel Pallone d'oro attribuito a Lev Jašin nel 1963.

## Edizioni
- (CA) Carles Viñas i Gràcia, Futbol al país dels soviets, Tigre de Paper, 2019, ISBN 9788416855360.
- Carles Viñas, L'arte del calcio sovietico, traduzione di Simone Cattaneo, Milano, Il Saggiatore, 2023, ISBN 978-8842832539.